# Famille des Nos
 (février 2025).
La famille des Nos est une famille noble d'extraction chevaleresque d'origine bretonne établie et répandue dans le Maine depuis le XVIe siècle.
Cette famille est particulièrement signalée pour ses services dans les armées de terre et de mer. Elle tire son nom de l'Île-des-Nos à Saint-Pôtan.

## Histoire
Roland des Nos est cité en 1248, chevalier croisé, dont les armes figurent à la Salle des Croisades du château de Versailles : d'argent au lion de sable couronné, armé et lampassé de gueules.

### Rameau d'Hémenard
- François des Nos, fils de Jean des Nos et de Louise de Chateaubriand, épousa en 1568 Charlotte de Jausson, dame d'Hémenard, fut chevalier de l'ordre de Saint-Michel, gentilhomme ordinaire de la chambre du roi, gouverneur de Fougères, 1576, 1577. Charles d'Angennes le choisit avec trois autres gentilshommes pour commander les cent hommes d'armes levés par lui pour la défense du Mans. Il mourut en 1606. Les tombes de la famille sont dans l'église de La Tannière.
- Gilles des Nos, fils de François et de Charlotte de Jausson, chevalier de l'ordre du roi et gentilhomme de sa chambre. Lieutenant de la compagnie des Cent gentilshommes de la garde du roi, il reçut commission pour la garde du château de Mareuil, 2 novembre 1628 et mourut en 1640, laissant de Charlotte de Buor, épousée en 1599, entre autres enfants, Marie, femme de Charles des Vaux de Boisrault.
- Gilles de Nos, fit en 1667 devant Voisin de la Noraie une déclaration commune avec ses frères : René, sieur de Moussay, demeurant à Ernée ; Philippe et Jean-Baptiste, qui habitaient Montigné en Saint-Berthevin-la-Tannière. Ayant épousé Suzanne de Malnoë, héritière de la Feuillée, il quitta Hémenard.

### Rameau de la Feuillée
- Charles Gilles des Nos (mort en 1711), comte de La Feuillée, major au régiment de Dragons du maréchal de Catinat, d'où 3 enfants dont un fils :
- Jean Baptiste des Nos (mort en 1747), comte de La Feuillée, d'où 3 filles :
  - Marie des Nos mariée en 1747 à Gilles Marie des Nos, puis en 1755 au marquis de Marsilly, puis au comte Delua (sans postérité)
  - Vincente des Nos, mariée en 1748 à Joseph-François de Préaulx, marquis de Préaulx (1721-1789)
  - Charlotte-Suzanne des Nos, duchesse de Beauvilliers, dame d'honneur de la reine, qui répandit de grands bienfaits dans ses terres du Maine. Elle commença à ses frais une route de la forêt de Mayenne à Martigné, dont la Révolution française interrompit les travaux. En 1792, elle habitait rue Bellechasse, no 255, se cacha pendant la Terreur à Montrouge, et mourut le 11 juillet 1793. Le chartrier de Pannard contient sa correspondance d'affaires.

### Rameau de Pannard
- Charles des Nos, né à Pannard, 1678, de Charles des Nos et de Marie Malescot, dont le fils puîné, Philippe, fut tué au combat de Malaga, 1704, commandait une compagnie de son nom au régiment de Lyonnais, 1734, et mourut à Pannard, 1745. De son second mariage avec Gabrielle de la Corbière, il eut Gilles-René des Nos, tué au siège de Prague, 28 juillet 1742.

- Charles-Louis des Nos (1737-1797), maréchal de camp, fils de Charles-René.
- Charles-Henri-Marie des Nos, fils aîné du précédent, enseigne aux gardes françaises, émigra, reçut un brevet de capitaine, 10 février 1792, assista au siège de Maestricht, au Débarquement des émigrés à Quiberon, gagna après la défaite une chaloupe à la nage, et mourut à Münster, 1799.

### Rameau de Champmeslin et de Forbois, issue de celle de Pannard
- Gilles-Charles des Nos, dont les services militaires dans les armées navales sont remarquables, réduisit lui-même la Louisiane sous l'obéissance du roi. Créé Chevalier de Saint-Louis, sur l'ordre du roi, par le maréchal de Tourville, 1694, lieutenant des vaisseaux du roi et son pensionnaire en 1696, chef d'escadre et commandant du port de Brest, lieutenant général et commandant en chef dans toutes les mers de l'Amérique méridionale, 1720, il avait en 1724 le titre de lieutenant général des armées navales et de commandeur de l'ordre de Saint-Louis.
- Charles des Nos (v. 1645 - 1701), capitaine de vaisseau, administrateur colonial puis chef d'escadre, frère du précédent ;
- Charles-Pierre des Nos, neveu des deux précédents, capitaine de vaisseau du roi, chevalier de Saint-Louis, puis chef d'escadre ; il commanda le Saint-Louis, 1740, le Fleuron, 1744, le Dauphin, 20 juin 1744, et rendit compte à Jean Frédéric Phélypeaux de Maurepas de la campagne de cette année dans un mémoire dont le ministre le remercia. Rentré sur les côtes de la Cornouaille pour s'opposer à une attaque des Anglais, il dut céder le commandement à son fils et mourut en septembre 1747, héritier de René-Charles, aussi chevalier, lieutenant des vaisseaux du roi et capitaine d'une compagnie franche de la marine, mort à Brest.
- Gilles-Marie des Nos, fils du précédent, comte de Champmeslin, lieutenant de vaisseau, époux de Marie des Nos, hérite de son frère, Jean-Baptiste-Honoré des Nos, marquis de la Feuillée, sous-lieutenant au régiment des gardes français, décédé à Lille des suites des blessures reçues à la bataille de Fontenoy, le 13 mars 1745, et meurt à Brest capitaine de vaisseau et chevalier de Saint-Louis, 27 avril 1754. Il laisse pour héritiers ses frères :
  - Nicolas-Pierre des Nos, chevalier de l'ordre de Saint-Jean de Jérusalem en 1724[2], lieutenant de vaisseau, capitaine d'une compagnie franche de marine,
  - et Henri-Louis-René des Nos, évêque de Rennes, puis de Verdun.
- Le comte des Nos, mort vers 1860, était un original qui s'intéressait aux souvenirs historiques d'Ernée. L'histoire de saint Ernée surtout le passionna. Il félicita l'abbé Logeais qui, écrivant sur les ruines de la Boissière (Ernée), avait cherché à établir l'ancienneté du patronage de son saint à Ernée. Lui-même se proposait-il de réunir en un volume tous les documents locaux depuis les Celtes[3]. Il nia opiniâtrement le dogme de l'Immaculée-Conception.

### Extinction du nom
- Anatole Charles des Nos, marquis de Pannard (1815-1890) épousa Mlle de Thelusson dont il eut :
- Charles-Amable des Nos, titré comte des Nos, (1844-1900) qui ne laissa que des filles de son mariage avec Mlle de Cumont[1].